# Léon Feugère
Léon Feugère (* 2. Februar 1810 in Villeneuve-sur-Yonne; † 13. Januar 1858 in Paris) war ein französischer Romanist und Literarhistoriker.

## Leben und Werk
Feugère bestand 1829 die Agrégation im Fach Lettres, wurde im gleichen Jahr promoviert mit der Arbeit De Libertate morali und war Gymnasiallehrer, ab 1854 Schuldirektor, an Gymnasien in Paris. In der Romanistik machte er sich einen Namen durch die Erforschung der französischen Literatur des 16. Jahrhunderts, namentlich der Autoren Étienne de La Boétie, Étienne Pasquier, Henri Estienne, Scévole (I.) de Sainte-Marthe und Théodore Agrippa d’Aubigné, darüber hinaus von Charles du Fresne, sieur du Cange und nicht zuletzt Marie de Gournay. Er war Ritter der Ehrenlegion (1846).

## Werke (Auswahl)
- Étienne de La Boëtie. Ami de Montaigne. Etude sur sa vie et ses ouvrages, précédée d'un coup d'oeil sur les origines de la littérature française, Paris, Labitte, 1845.
- (Hrsg.) Œuvres complètes d'Estienne de la Boëtie, Paris, Delalain, 1846.
- Essai sur la vie et les ouvrages d'Étienne Pasquier, Paris, Firmin-Didot, 1848.
- (Hrsg.) Œuvres choisies d'Étienne Pasquier, Paris, Firmin-Didot, 1849.
- (Hrsg.) Henri Estienne, La Précellence du langage françois, Paris, Delalain, 1850.
- (Hrsg.) Chefs-d'œuvre de l'éloquence française aux dix-septième et dix-huitième siècles, Paris, Delalain, 1851.
- (Hrsg.) Henri Estienne, Traicté de la conformité du langage françois avec le grec, Paris, Delalain, 1852.
- (Hrsg.) Chefs-d'œuvre de la poésie française aux dix-septième et dix-huitième siècles, Paris, Delalain, 1852.
- Étude sur la vie et les ouvrages de Du Cange, Paris, Dupont, 1852; Genf, Slatkine, 1971.
- Anciens auteurs français. Mlle de Gournay, étude sur sa vie et ses ouvrages, Paris, Dupont, 1853.
- Essai sur la vie et les ouvrages de Henri Estienne, suivi d'une étude sur Scévole de Sainte-Marthe, Paris, Delalain, 1853.
- Étude sur Scévole de Sainte-Marthe, Paris, Delalain, 1854.
- Étude sur les oeuvres d'Agrippa d'Aubigné, Paris, 1855.
- Caractères et portraits littéraires du XVIe siècle, 2 Bde., Paris, Didier, 1859.
  - 1. Étienne de La Boëtie. Montaigne. Étienne Pasquier. Nicolas Pasquier. Scévole de Sainte-Marthe. Jacques Amyot. F. Rabelais.
  - 2. Henri Estienne. Agrippa d'Aubigné. Jean Bodin. Gui Du Faur de Pibrac. Un poète inconnu.
- Les Femmes poètes au XVIe siècle. Etude suivie de Mlle de Gournay, Honoré d'Urfé, le maréchal de Montluc, Guillaume Budé, Pierre Ramus, Paris, Didier, 1860 (Kurzbiografie von Feugère durch Edmé-Jacques-Benoît Rathery, 1807–1875, S. IV–XVII).